# James Steen
James J. Steen (* 19. November 1876; † 25. Juni 1949 in New York) war ein US-amerikanischer Wasserballspieler.
Bei den Olympischen Spielen 1904 in St. Louis trat Steen  mit dem New York Athletic Club  im Wasserballturnier an und gewann mit seinen Teamkollegen David Bratton, George Van Cleaf, Leo Goodwin, Louis Handley, David Hesser und Joseph Ruddy die Goldmedaille. Im Finale wurde die Mannschaft der Chicago Athletic Association mit 6:0 geschlagen.

## Weblink
- James Steen in der Datenbank von Olympedia.org (englisch)

| Personendaten    | Personendaten                       |
| ---------------- | ----------------------------------- |
| NAME             | Steen, James                        |
| ALTERNATIVNAMEN  | Steen, James J.                     |
| KURZBESCHREIBUNG | US-amerikanischer Wasserballspieler |
| GEBURTSDATUM     | 19. November 1876                   |
| STERBEDATUM      | 25. Juni 1949                       |
| STERBEORT        | New York City                       |